# Макс Шмелінг (фільм)
Макс Шмелінг (нім. Max Schmeling) — німецький біографічний фільм режисера Уве Болла. Фільм присвячений історії легендарної, частково суперечливої, особистості у світовому боксі. За кордоном зустрічається під назвою «Макс Шмелінг: Боєць Рейху» (англ. Max Schmeling Fist of the Reich).

## Актори
- Генрі Маске — Макс Шмелінг;
- Сусанна Вуест — Анні Ондра;
- Хайно Ферх — Макс Махон;
- Владімір Вайгль — Джо Якобс;
- Іоан Пабло Ернандес — Джо Луіс;
- Детлеф Боте — суддя на ринзі, Артур Донован;
- Артур Абрахам — Ріхард Фогт;
- Штефан Гебельхоф — Девід Льюін;
- Кристіан Карман — ад'ютант Леманн;
- Рольф Петер Каль — Йозеф Геббельс;
- Арвед Бірнбаум — Ханс фон Чаммер унд Остен;
- Ванесса Радман — Пані Дамські;

## Сюжет
Фільм заснований на біографії німецького боксера Макс Шмелінга, який в 1930—1932 роках був чемпіоном світу у важкій вазі. Одна з інтриг фільму пов'язана з тим, що розквіт кар'єри Шмелінга припав на час правління нацистів в Німеччині. Боксер попри своєї волі став символом режиму.

## Головна роль

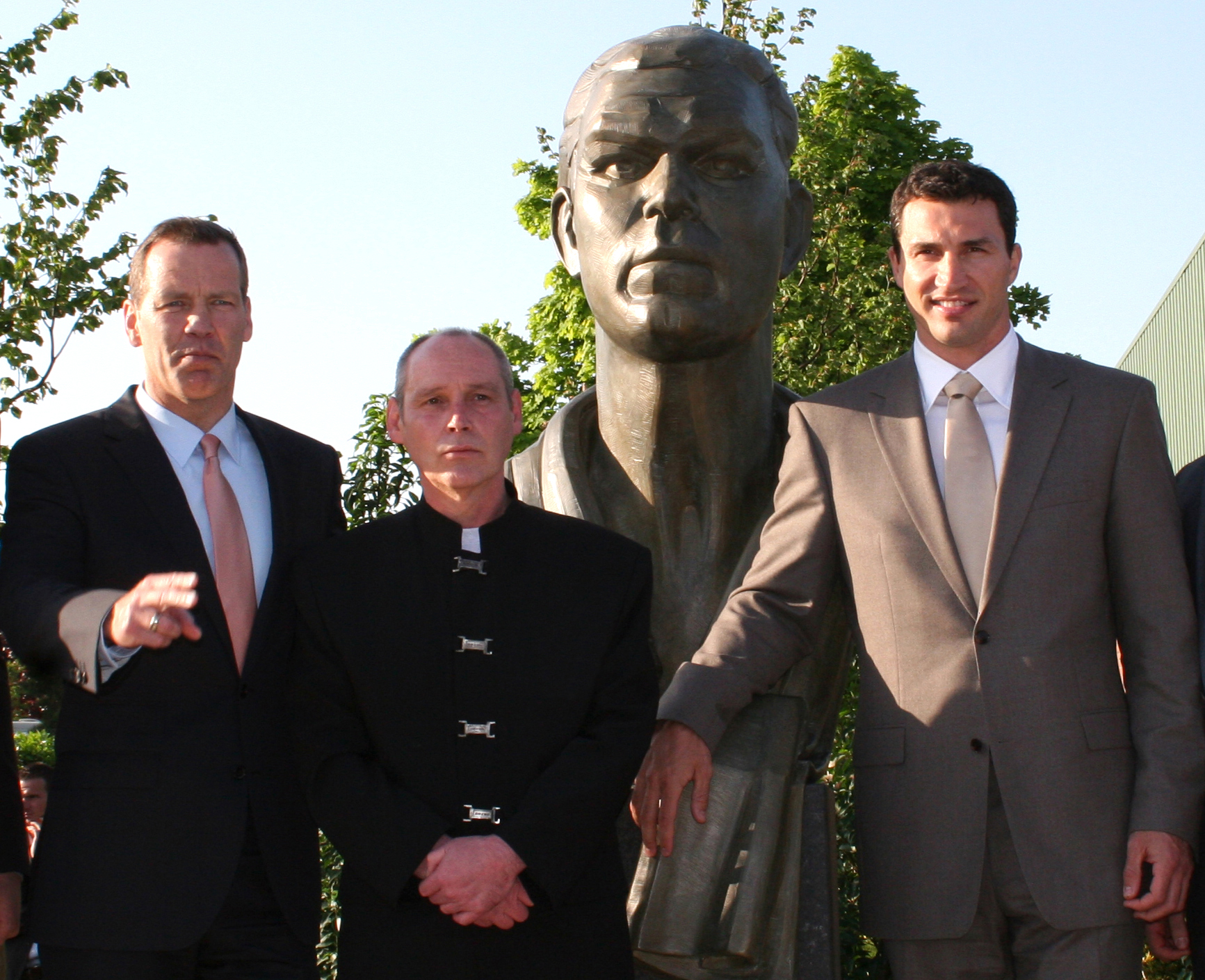
Генрі Маске, Карстен Еггерс, Володимир Кличко на фоні монумента Макса Шмелінга. Холленштедт, травень 2010 року

В ролі Макса Шмелінга знявся боксер Генрі Маске. За його словами ідея фільму виникла ще за життя Шмелінга. Великий чемпіон особисто висловлював побажання, щоб його зіграв саме Маске. Крім Маске у фільмі знялися і інші відомі боксери.